# Oligotoma nigra
Oligotoma nigra is een insectensoort uit de familie Oligotomidae, die tot de orde webspinners (Embioptera) behoort. De soort komt voor in over een groot deel van de wereld voor, maar niet in Europa (wel in Madeira) en het Neotropisch gebied.
Oligotoma nigra is voor het eerst wetenschappelijk beschreven door Hagen in 1866.